# Morti nel 2004/Luglio
| Questa pagina contiene informazioni ricavate automaticamente dalle voci biografiche con l'ausilio del template Bio e di un bot. L'aggiornamento è periodico e automatico e ricostruisce completamente la pagina. Se manca una persona in questa lista, sei pregato di non aggiungerla, ma accertati piuttosto che la sua voce biografica contenga il template Bio e che i dati anagrafici siano correttamente compilati. Se il template Bio manca, inseriscilo tu stesso o, in alternativa, metti l'avviso {{tmp\|Bio}} che ne segnala la mancanza. Se i dati riportati sono sbagliati, correggi direttamente la voce biografica; le modifiche saranno visibili in questa lista entro pochi giorni. Per chiarimenti vedi il progetto biografie. La lista contiene solo le 130 persone che sono citate nell'enciclopedia e per le quali è stato implementato correttamente il template Bio. Pagina aggiornata al 3 feb 2025. |

- 1º luglio - Peter Barnes, drammaturgo e sceneggiatore britannico (n. 1931)
- 1º luglio - Paolo Biagetti, scenografo italiano (n. 1946)
- 1º luglio - Marlon Brando, attore e attivista statunitense (n. 1924)
- 1º luglio - Ferruccio Centonze, scrittore, giornalista e drammaturgo italiano (n. 1917)
- 1º luglio - Rolando Etchepare, cestista cileno (n. 1929)
- 1º luglio - Lino Miccichè, critico cinematografico e storico del cinema italiano (n. 1934)
- 1º luglio - Zdeněk Otáhal, sollevatore cecoslovacco (n. 1936)
- 1º luglio - Giuseppe Palombo, militare italiano (n. 1966)
- 1º luglio - Jacques Ruffié, ematologo, genetista e antropologo francese (n. 1921)
- 2 luglio - Sophia de Mello Breyner Andresen, poetessa portoghese (n. 1919)
- 2 luglio - Oswald Baker, presbitero inglese (n. 1915)
- 2 luglio - Aldo Bricco, generale e partigiano italiano (n. 1913)
- 2 luglio - Plinio De Martiis, gallerista e fotografo italiano (n. 1920)
- 2 luglio - Mochtar Lubis, scrittore e giornalista indonesiano (n. 1922)
- 2 luglio - Héctor Flores Osuna, compositore e musicista portoricano (n. 1923)
- 3 luglio - Vivianna Bülow-Hübe, designer svedese (n. 1927)
- 3 luglio - Andrijan Grigor'evič Nikolaev, cosmonauta sovietico (n. 1929)
- 4 luglio - Jean-Marie Auberson, violinista e direttore d'orchestra svizzero (n. 1920)
- 4 luglio - Edoardo Marino, politico, avvocato e sindacalista italiano (n. 1909)
- 4 luglio - Qemal Vogli, calciatore albanese (n. 1929)
- 5 luglio - Aldo Nicolaj, drammaturgo italiano (n. 1920)
- 5 luglio - Rodger Ward, pilota automobilistico statunitense (n. 1921)
- 6 luglio - Eric Douglas, attore statunitense (n. 1958)
- 6 luglio - Walter Frentz, fotografo e produttore cinematografico tedesco (n. 1907)
- 6 luglio - Thomas Klestil, politico austriaco (n. 1932)
- 6 luglio - Samir Naqqash, scrittore, drammaturgo e traduttore iracheno (n. 1938)
- 6 luglio - Syreeta Wright, cantante e paroliera statunitense (n. 1946)
- 7 luglio - Frank Anger, schermidore statunitense (n. 1939)
- 7 luglio - Joe Aquilina, calciatore maltese (n. 1943)
- 8 luglio - Paula Danziger, scrittrice statunitense (n. 1944)
- 8 luglio - Jaroslav Huleš, pilota motociclistico ceco (n. 1974)
- 8 luglio - Sunao Sato, giocatore di go giapponese (n. 1924)
- 9 luglio - Carlo Di Palma, direttore della fotografia, regista e sceneggiatore italiano (n. 1925)
- 9 luglio - Rudy LaRusso, cestista statunitense (n. 1937)
- 9 luglio - Jean Lefebvre, attore francese (n. 1919)
- 9 luglio - Isabel Sanford, attrice statunitense (n. 1917)
- 9 luglio - Loris Scricciolo, politico italiano (n. 1923)
- 10 luglio - Inge Meysel, attrice tedesca (n. 1910)
- 10 luglio - Tullio Oss Emer, pittore, illustratore e scenografo italiano (n. 1922)
- 10 luglio - Maria de Lourdes Pintasilgo, politica portoghese (n. 1930)
- 11 luglio - Roger Adkins, cestista statunitense (n. 1930)
- 11 luglio - Dorothy Hart, attrice statunitense (n. 1922)
- 11 luglio - Stan Hawkins, pallanuotista britannico (n. 1924)
- 11 luglio - Renée Saint-Cyr, attrice francese (n. 1904)
- 11 luglio - Walter Wager, romanziere, funzionario e giornalista statunitense (n. 1924)
- 12 luglio - Mioara Avram, linguista romena (n. 1932)
- 12 luglio - Ėmma Efimova, schermitrice sovietica (n. 1931)
- 12 luglio - Jeff Morris, attore e comico statunitense (n. 1934)
- 12 luglio - James Quinn, velocista statunitense (n. 1906)
- 13 luglio - Arthur Kane, chitarrista e bassista statunitense (n. 1949)
- 13 luglio - Carlos Kleiber, direttore d'orchestra tedesco (n. 1930)
- 13 luglio - Michio Morishima, economista e matematico giapponese (n. 1923)
- 13 luglio - Roger Quenolle, calciatore francese (n. 1925)
- 14 luglio - Nelly Borgeaud, attrice francese (n. 1931)
- 14 luglio - Germano de Figueiredo, calciatore portoghese (n. 1932)
- 14 luglio - Alex Willoughby, allenatore di calcio e calciatore scozzese (n. 1944)
- 15 luglio - Umberto Artioli, storico e critico teatrale italiano (n. 1939)
- 15 luglio - Ursula Litzman, fotografa tedesca (n. 1916)
- 15 luglio - František Schmucker, calciatore cecoslovacco (n. 1940)
- 15 luglio - Elio Sparano, giornalista e conduttore televisivo italiano (n. 1926)
- 15 luglio - Yōko Watanabe, soprano giapponese (n. 1953)
- 15 luglio - Sunao Yoshida, scrittore giapponese (n. 1969)
- 16 luglio - Antonio Vitale Bommarco, arcivescovo cattolico italiano (n. 1923)
- 16 luglio - George Busbee, politico statunitense (n. 1927)
- 16 luglio - Lucien Leduc, allenatore di calcio e calciatore francese (n. 1918)
- 16 luglio - Michele Profeta, serial killer italiano (n. 1947)
- 16 luglio - Charles W. Sweeney, generale e aviatore statunitense (n. 1919)
- 16 luglio - Charles Welch, attore statunitense (n. 1921)
- 17 luglio - Grzegorz Cziura, sollevatore polacco (n. 1952)
- 17 luglio - Jeanette Dolson, velocista canadese (n. 1918)
- 17 luglio - Marty Passaglia, cestista e allenatore di pallacanestro statunitense (n. 1919)
- 17 luglio - Pat Roach, attore cinematografico e wrestler britannico (n. 1937)
- 17 luglio - Robert Smylie, politico statunitense (n. 1914)
- 18 luglio - André Castelot, giornalista, scrittore e biografo francese (n. 1911)
- 18 luglio - Georgine Darcy, attrice statunitense (n. 1931)
- 18 luglio - Raul Lunardi, romanziere e poeta italiano (n. 1905)
- 18 luglio - Richard Ney, attore statunitense (n. 1915)
- 18 luglio - Bino Rebellato, editore e poeta italiano (n. 1914)
- 19 luglio - Carvalho Leite, calciatore brasiliano (n. 1912)
- 19 luglio - Fred Diute, cestista statunitense (n. 1929)
- 19 luglio - Golden Frinks, attivista statunitense (n. 1920)
- 19 luglio - Eva Rittmeister, antifascista tedesca (n. 1913)
- 19 luglio - Zenkō Suzuki, politico giapponese (n. 1911)
- 19 luglio - Irvin Yeaworth, regista, sceneggiatore e produttore cinematografico tedesco (n. 1926)
- 20 luglio - Paolo Berlanda, politico italiano (n. 1920)
- 20 luglio - Lorenzo Franchi, scrittore e giornalista italiano (n. 1920)
- 20 luglio - Antonio Gades, danzatore, coreografo e politico spagnolo (n. 1936)
- 20 luglio - Valdemaras Martinkėnas, allenatore di calcio e calciatore lituano (n. 1965)
- 21 luglio - Jerry Goldsmith, compositore e direttore d'orchestra statunitense (n. 1929)
- 21 luglio - Edward Bok Lewis, genetista statunitense (n. 1918)
- 22 luglio - Sacha Distel, cantante, chitarrista e compositore francese (n. 1933)
- 22 luglio - Alessandro Giorgioni, militare italiano (n. 1968)
- 22 luglio - Abdullah İnce, cestista turco
- 22 luglio - Bertie Peacock, allenatore di calcio e calciatore nordirlandese (n. 1928)
- 22 luglio - Serge Reggiani, attore e cantante italiano (n. 1922)
- 23 luglio - Rogelio Domínguez, calciatore e allenatore di calcio argentino (n. 1931)
- 23 luglio - Mehmood, attore, regista e produttore cinematografico indiano (n. 1932)
- 23 luglio - Carlos Paredes, musicista e compositore portoghese (n. 1925)
- 23 luglio - Piero Piccioni, pianista, direttore d'orchestra e compositore italiano (n. 1921)
- 23 luglio - Nicholas Rossiter, produttore televisivo inglese (n. 1961)
- 24 luglio - Bob Azzam, cantante egiziano (n. 1925)
- 24 luglio - Cotton Fitzsimmons, allenatore di pallacanestro statunitense (n. 1931)
- 24 luglio - János Harmatta, linguista ungherese (n. 1917)
- 25 luglio - Totò Savio, compositore, arrangiatore e paroliere italiano (n. 1937)
- 26 luglio - Tomaž Cerkovnik, sciatore alpino e allenatore di sci alpino sloveno (n. 1960)
- 26 luglio - Dolf Cohen, storico e docente olandese (n. 1913)
- 26 luglio - Roberto Einaudi, ingegnere e imprenditore italiano (n. 1906)
- 27 luglio - David Descalzo, cestista peruviano (n. 1920)
- 27 luglio - Elio Palumbo, paroliere, compositore e produttore discografico italiano (n. 1933)
- 27 luglio - Bob Tisdall, ostacolista e multiplista irlandese (n. 1907)
- 28 luglio - Naser Al-Sohi, calciatore kuwaitiano (n. 1974)
- 28 luglio - Francis Crick, neuroscienziato, biofisico e biologo britannico (n. 1916)
- 28 luglio - Sam Edwards, attore statunitense (n. 1915)
- 28 luglio - Claudio Nocera, attore e comico italiano (n. 1957)
- 28 luglio - Steve Patterson, cestista e allenatore di pallacanestro statunitense (n. 1948)
- 28 luglio - Angela Ramello, mezzofondista italiana (n. 1944)
- 28 luglio - Eugene Roche, attore statunitense (n. 1928)
- 28 luglio - Tiziano Terzani, giornalista e scrittore italiano (n. 1938)
- 29 luglio - Vladimir Fabrikant, cestista francese (n. 1917)
- 29 luglio - Walter Feit, matematico austriaco (n. 1930)
- 29 luglio - Carlo Pinelli, compositore italiano (n. 1911)
- 29 luglio - Wee Tian Siak, cestista taiwanese (n. 1921)
- 29 luglio - Abdul Rahman bin Sa'ud Al Sa'ud, principe e dirigente sportivo saudita (n. 1946)
- 30 luglio - J. Edward McKinley, attore statunitense (n. 1917)
- 30 luglio - Ed Melvin, cestista e allenatore di pallacanestro statunitense (n. 1916)
- 30 luglio - György Vízvári, pallanuotista ungherese (n. 1928)
- 31 luglio - Laura Betti, attrice, regista e cantante italiana (n. 1927)
- 31 luglio - Erich Ehrlinger, militare, criminale di guerra e agente segreto tedesco (n. 1910)
- 31 luglio - Virginia Grey, attrice statunitense (n. 1917)
- 31 luglio - Luciano Liboni, criminale italiano (n. 1957)